# Флоран Сінама-Понголь
Флоран Сінама-Понголь (фр. Florent Sinama-Pongolle, нар. 20 жовтня 1984, Сен-П'єр) — французький футболіст, що грав на позиції нападника за низку європейських клубних команд. Один із найперспективніших французьких нападників початку 2000-х.

## Клубна кар'єра
Народився 20 жовтня 1984 року в місті Сен-П'єр на Реюньйоні. Починав займатися футболому у структурі місцевого клубу «Сен-П'єрруаз», а 1995 року перебрався до континентальної Франції, оселившись в Гаврі і продовживши футбольну підготовку в академії місцевого однойменного клубу, де займався разом зі своїм кузеном-однолітком Антоні Ле Таллеком. 
2001 року обидва кузени стали переможцями тогорічного юнацького чемпіонату світу, де були лідерами нападу команди-чемпіона, після чого отримали запрошення приєднатися до англійського «Ліверпуля». За умовами домовленості обидва гравці залишилися в «Гаврі» на правах оренди. У складі його головної команди Флоран дебютував 2001 року і в першому сезоні отримував обмежений ігровий час, а команда зуміла пробитися до Ліги 1. У сезоні 2002/03, який «Гавр» проводив в еліті, вже був гравцем основного складу, хоча й не відзначався високою результативністю, забившв лише 5 голів у 31 грі.
Влітку разом із Ле Таллеком приєднався до команди «Ліверпуля», утім обидва мали проблеми з отримання ігрового часу через високу конкуренцію. Загалом за наступні два з половиною роки провів 38 ігор у Прем'єр-лізі, забивши чотири голи. Ще 5 голів забив у 27 іграх в інших турнірах. 2005 року став у складі мерсісайдців переможцем тогорічної Ліга чемпіонів УЄФА, а згодом — володарем Суперкубка УЄФА, у матчі за останній трофей навіть виходив на поле. Утім у плани тренерського штабу «Ліверпуля» француз не входив і почав шукати варіанти продовження кар'єри деінде.
Першу половину 2006 року провів в оренді у «Блекберн Роверз», після чого на умовах однорічного контракту приєднався до іспанського «Рекреатіво» (Уельва). У цій команді демонстрував результативно гру, і його контракт було подовжено. Після двох сезонів у «Рекреатіво» за орієнтовні 8 мільйонів фунтів перебрався до мадридського «Атлетіко». У Мадриді мав стати резервистом південноамериканської пари нападників Форлан—Агуеро, однак травма уругвайця надала йому шанс проявити себе в умовах регулярної ігрової практики. Цим шансом повною мірою скористатися не зумів — попри регулярні виходи на футбольне поле забивав досить рідко.
Провівши півтора сезони в «Атлетіко», на початку 2010 року за 6,5 мільйоів євро перебрався до лісабонського «Спортінга». У новій команді виглядав непереконливо і вже за півроку був відданий в оренду в іспанський «Реал Сарагоса», а сезон 2011/12 провів на батьківщині, граючи на аналогічних умовах за «Сент-Етьєн».
Влітку 2012 року розірвав контракт зі «Спортінгом» і уклав дворічну угоду з «Ростовом». Відіграв контрактний період в Росії, однак виходив на поле лише епізодично, хоча й відзначився трьома голами.
Згодом у кар'єрі нападника були нетривалі періоди, проведені за американський «Чикаго Файр», швейцарську «Лозанну» та шотландський «Данді Юнайтед».
Влітку 2016 року став гравцем таїландського «Чайната», де провів заключні два з половиною роки своєї професійної футбольної кар'єри, значно покращивши свою статистику забитих голів, забивши 33 голи у 62 іграх першості Таїланду.

## Виступи за збірні
2001 року був включений до заявку юнацької збірної Франції (U-17) для участі у тогорічному юнацькому чемпіонаті світі. Його команда стала переможцем турніру, а Сінама-Понголь став її головною зіркою, відзначившись сімома голама вже у трьох іграх групового етапу, а згодом додавши ще два на стадії плей-оф, і ставши таким чином найкращим бомбардиром змагання із 9-ма голами у 6-ти іграх. Його кузен Антоні Ле Таллек відзначився по ходу чемпіонату тричі.
Протягом 2005–2006 років залучався до складу молодіжної збірної Франції. На молодіжному рівні продовжував бути важливою частиною французької команди — зіграв у 37 офіційних матчах, забивши 11 голів. Був учасником молодіжного Євро-2006, де відзначився голом на груповому етапі, а його команда припинила боротьбу на стадії півфіналів.
Восени 2008 року, вийшовши на заміну у товариській грі проти Тунісу, дебютував в іграх за національної збірної Франції. В подальшому до її лав не залучався.
| Дата       | Місто    | Господарі | Результат | Гості | Турнір           | Голи | Примітки |
| ---------- | -------- | --------- | --------- | ----- | ---------------- | ---- | -------- |
| 14-10-2008 | Сен-Дені | Франція   | 3 – 1     | Туніс | товариський матч | -    | 68'      |
| Усього     |          | Матчів    | 1         |       | Голів            | 0    |          |

## Титули і досягнення
| - Переможець Ліги чемпіонів УЄФА (1): «Ліверпуль»: 2004-2005 - Володар Суперкубка УЄФА (1): «Ліверпуль»: 2005 - Володар Суперкубка Англії з футболу (1): «Ліверпуль»: 2006 - Володар Кубка Англії (1): «Ліверпуль»: 2005-2006 | - Володар Кубка Росії (1): «Ростов»: 2013-2014 - Переможець юнацького чемпіонату світу (1): Франція U-17: 2001 - Найкращий бомбардир юнацького чемпіонату світу (1): 2001 (9 голів) |